# Quy hoạch phát triển nông thôn Việt Nam
Quy hoạch phát triển nông thôn là quy hoạch tổng thể, nó bao gồm tổng hợp những nội dung hoạt động trong các lĩnh vực kinh tế - xã hội, môi trường, văn hóa liên quan đến con người và các cộng đồng sống ở nông thôn theo các tiêu chí của quá trình phát triển bền vững.Quy hoạch phát triển nông thôn đồng thời là quy hoạch tổng thể trên một vùng nông thôn rộng lớn có động vật,sinh vật và con người cùng sinh sống. Mục tiêu của quy hoạch là tăng trưởng không ngừng mức sống của con người và đảm bảo phát triển bền vững.

## Mục đích
- Tạo sự phát triển của vùng, lãnh thổ về nhiều mặt, đồng thời làm hạn chế phân hóa giàu nghèo, nâng cao đời sống của cư dân.
- Xác định các mục tiêu cho các quy hoạch chuyên ngành, giúp cho các nội dung quy hoạch không bị chồng chéo.
- Nhằm khai thác sử dụng tài nguyên thiên một cách hợp lý, tiết kiệm, hiệu quả và bền vững.
- Nhằm tạo điều kiện thuận lợi và hiệu quả trong sự hợp tác giữa các vùng, các địa phương, các cơ sở kinh tế trong và ngoài nước.

## Mục tiêu
- Phải xuất phát từ thực trạng và tiềm lực trong tương lai.
- Phải nghiên cứu từ tổng thể đến chi tiết, từ vi mô đến vĩ mô, từ lợi ích cục bộ đến lợi ích toàn bộ.
- Mục tiêu nêu ra phải mang tính kinh tế- xã hội - môi trường, đảm bảo tính bền vững và có tính khả thi cao.
- Tránh áp đặt ý nghĩ chủ quan của người làm quy hoạch.
- Tránh gò ép theo mục đích chính trị.
- Tránh vội vã, đốt cháy giai đoạn.

## Các nguồn lực
- Nguồn nhân lực đây là yếu tố con người
- Nguồn lực về thiên nhiên là các yếu tố vật chất của tự nhiên mà con người khai thác và sử dụng để tạo ra những sản phẩm phục vụ cho nhu cầu của xã hội...
- Nguồn lực về vốn và cơ sở vật chất là tư liệu sản xuất, trang thiết bị trong hoạt động phục vụ xã hội.

## Tính chất
- Tính ưu tiên: Do nguồn nhân lực và quỹ thời gian có hạn nên cần phải ưu tiên những thứ cần thiết cho đời sống con người trước.Phụ thuộc vào sự sẵn sàng của các nguồn lực và lấy mục tiêu lợi ích của toàn cộng đồng làm trọng.
- Tính tiết kiệm:cả đầu vào và hiệu quả đầu ra.Quá trình sử dụng các nguồn lực phải tiết kiệm tránh chồng chéo,mâu thuẫn và lãng phí.

## Nguyên lý

### Quy hoạch tổng thể dựa trên quan điểm đa mục tiêu
Nội dung của quy hoạch được xây dựng ở tầm vi mô và vĩ mô đảm bảo phát triển không ngừng.
- Thiết lập những điều kiện sinh sống tốt cho con người và điều kiện thuận lợi cho các hoạt động kinh tế.
- Ngăn chặn sự phân tầng phân lớp trong xã hội,giảm khoảng cách giữa thành thị và nông thôn.
- Phát triển dân cư theo hướng đô thị hóa.
- phát triển hệ thống dịch vụ xã hội - y tế.
- Bảo tồn và phát huy những truyền thống tốt đẹp.
- Đảm bảo an ninh quốc phòng.
- Đảm bảo an ninh lương thực.
- Xây dựng các khu vực chức năng.
- Thiết lập kiến trúc cảnh quan...
- Bố trí cơ sở hạ tầng đáp ứng nhu cầu sản xuất và đời sống của con người.

### Quy hoạch đa cấp
- Cấp quốc gia:quy hoạch vĩ mô
- Cấp cùng tỉnh: cấp trung gian.
- Cấp huyện,liên xã: cấp vi mô.
- Cấp làng, hộ nông dân: cấp cơ sở.

### Quy hoạch mô hình chữ thập theo chức năng đan chéo
- Cấp quốc gia:
  - Chức năng ngang: định hướng mục tiêu phát triển của các vùng và thực hiện phân vùng kinh tế.
  - Chức năng dọc: xuống cấp vùng và tỉnh
- Cấp vùng hai tỉnh: 
  - Chức năng ngang: Quy hoạch phát triển nội bộ từng ngành, thực hiện phân bố không gian giữa các ngành.
  - Chức năng dọc: đường lối cho cấp huyện, liên xã, xã.
- Cấp huyện, liên xã, xã:
  - Chức năng ngang: lập các dự án để thực hiện cho các ngành cụ thể và thực hiện phân phối các hoạt động kinh tế trong các ngành.
  - Chức năng dọc: đường lối cho cấp bé nhất (làng).
- Cấp bé nhất:
  - Chức năng ngang: quy hoạch nông thôn, trang trại trong một làng cụ thể hay hộ gia đình.